# Arne Larsen (combiné nordique)
Pour les articles homonymes, voir Arne Larsen.
Arne Kjell Larsen, né le 23 décembre 1937 à Asker, est un coureur norvégien du combiné nordique, aussi sauteur à ski. Champion du monde en 1962, il a reçu la Médaille Holmenkollen en 1965.

## Biographie
Aux Jeux olympiques d'hiver de 1960, il est sixième en combiné, avant d'améliorer ce résultat d'une place lors de l'1964.
Aux Championnats du monde 1962, il remporte le titre au combiné devant Dmitri Kotchkine et Ole Henrik Fagerås. Cette année, il est double champion de Norvège, en combiné et saut à ski. Il court aussi aux Championnats du monde 1966.

## Palmarès

### Jeux olympiques
| Épreuve / Édition | Squaw Valley 1960 | Innsbruck 1964 |
| Individuel        | 6e                | 5e             |

### Championnats du monde
| Épreuve / Édition | Zakopane 1962 | Oslo 1966 |
| Individuel        | Or            | 11e       |

### Festival de ski d'Holmenkollen
Il monte sur trois podiums en combiné, dont une deuxième place en 1960.